# Puffball
Puffball war eine schwedische Punkrock-Band, die 1995 in Västerås von Mikael Tossavainen (Gitarre, Gesang), Magnus Forsberg (Schlagzeug), P-O Söderbäck (Gitarre), Fredrik Lindgren (Bass, Background-Gesang) und Daniel Hojas (Bass 1995–1998) gegründet wurde.

## Geschichte
Das Grundgerüst der Band bestand aus Sänger Tossavainen, Schlagzeuger Forsberg sowie Bassist Hojas, diese kannten sich bereits einige Jahre von der Band Tribulation, man kann diese daher als Keimzelle bezeichnen, aus der Puffball entstand. Die Band bezeichnet ihre Musik selber als Punk ’n’ Roll, also eine Mischung aus Punkrock und Rock ’n’ Roll. Wohl auch aufgrund der Herkunft der Band aus Västerås und des dort jährlich stattfindenden Power Big Meet haben die Mitglieder der Band eine starke Vorliebe für Muscle Cars der Chrysler Corporation der späten 1960er und frühen 1970er Jahre, was sich in der Covergestaltung der Alben und in den Songtiteln und -texten niederschlägt.
Die Band debütierte 1996 mit dem selbst-betitelten Album Puffball, darauf folgten 1997 Sixpack to Go!, 1999 It's Gotta Be Voodoo Baby, 2001 The Super Commando und 2003 Leave Them All Behind. Sämtliche Alben erschienen bei Burning Heart Records.
Die Band löste sich im Jahre 2005 auf, als Sänger und Gitarrist Tossavainen beschloss, die Band zu verlassen. In einer Pressemitteilung ließ die Band verlauten: „Tossa hat beschlossen, die Band aus Mangel an Motivation zu verlassen. Das bedeutet, dass Puffball das Handtuch wirft, da die übrigen Mitglieder spüren, dass es ohne den bedeutenden, künstlerischen Einfluss des Gründungsmitgliedes Tossa es keinerlei Möglichkeit gibt, den musikalischen Weg unter dem Namen Puffball fortzusetzen. Wir möchten allen, die jemals mit der Band zu tun hatten, uns in den fast 10 Jahren der Existenz unterstützt haben, für all die guten Zeiten, die wir so hatten, bedanken. Wir hoffen, uns alle irgendwann irgendwie wiederzusehen, weil wir noch lange nicht mit dem Rock'n'Roll fertig sind. Also haltet die Augen und Ohren offen! ... So Long!“
Forsberg und Söderbäck fanden ihre neue musikalische Heimat bei Bombs of Hades.

## Diskografie

### Studioalben
- 1996: Puffball (CD, Burning Heart Records)
- 1997: Sixpack to Go! (CD, Burning Heart Records)
- 1999: It's Gotta Be Voodoo Baby (CD/LP, Burning Heart Records)
- 2001: The Super Commando (CD/LP, Burning Heart Records)
- 2003: Leave Them All Behind (CD/LP, Burning Heart Records)

### EPs
- 1999: Swedish Nitro (10"/CD, Radio Blast Records)
- 2000: Puffball Starring in Leadfoot Ninja (EP, Glazed Records)
- 2002: Solid State (10", Dead Beat Records)

### Singles
- 1998: Puffball vs. The Peepshows (Split-7" mit The Peepshows, Speed Demon 1000)
- 1998: Full Throttle Rock 'n' Roll (7", 007 Records)
- 2000: Leadfoot Ninja (7", Glazed Records)
- 2003: Outlaw (7", Stereodrive! Records)